# Apolochus kailua
Apolochus kailua är en kräftdjursart som först beskrevs av J. L. Barnard 1970.  Apolochus kailua ingår i släktet Apolochus och familjen Amphilochidae. Inga underarter finns listade i Catalogue of Life.